# ریم علی
ریم علی (انگلیسی: Princess Rym al-Ali؛ زادهٔ ۱۹۶۹) روزنامه‌نگار اهل اردن است.
او دختر اخضر ابراهیمی، سیاستمدار الجزایری و همسر علی بن حسین، شاهزاده اردنی است.